# 4552 Nabelek
4552 Nabelek је астероид главног астероидног појаса са средњом удаљеношћу од Сунца која износи 2,152 астрономских јединица (АЈ).
Апсолутна магнитуда астероида је 13,7.